# Athletissima 2020
L'Athletissima 2020 è stata la 45ª edizione dell'annuale meeting di atletica leggera, disputata il 2 settembre 2020 a Losanna.
La competizione si è svolta in via eccezionale in Place de l'Europe e ha visto in programma unicamente la gara di salto con l'asta, sia al maschile che al femminile. Il meeting è stato la quinta tappa del circuito Diamond League 2020.

## Risultati
Di seguito i primi tre classificati di ogni specialità.

### Uomini
| Specialità       |                  | Prestazione | 2º classificato | Prestazione | 3º classificato | Prestazione |
| Salto con l'asta | Armand Duplantis | 6,07 m      | Sam Kendricks   | 6,02 m      | Thiago Braz     | 5,72 m      |

     Prestazione che stabilisce il nuovo record del meeting.

### Donne
| Specialità       |                    | Prestazione | 2º classificato | Prestazione | 3º classificato | Prestazione |
| Salto con l'asta | Angelica Bengtsson | 4,72 m      | Holly Bradshaw  | 4,64 m      | Angelica Moser  | 4,64 m      |